# Zdeněk Dufek
Zdeněk Dufek (* 12. července 1978 Boskovice) je český vysokoškolský pedagog a soudní znalec.

## Život
Po ukončení studia na gymnáziu Vídeňská v Brně vystudoval manažersko-ekonomický obor na Provozně ekonomické fakultě Mendelovy univerzity v Brně (promoce 2001), obor Právo na Právnické fakultě Masarykovy univerzity v Brně (promoce 2002) a doktorské studium oboru Management stavebnictví na Fakultě stavební Vysokého učení technického v Brně (promoce 2013). Dále na Mendelově univerzitě vystudoval postgraduální program pro oceňování podniků (závěrečná zkouška 2015).
V minulosti pracoval v soukromém sektoru v oblasti mezinárodní dopravy a následně v oblasti energetiky. Několik let žil střídavě v Německu. V letech 2014 až 2020 působil jako ředitel vědeckého centra VUT v Brně AdMaS, zaměřeného na výzkum v oblasti stavebnictví. Působí jako akademický pracovník (docent) na Fakultě stavební VUT v Brně. V roce 2022 byl jmenován do funkce proděkana. Ve své odborné činnosti se zabývá především problematikou veřejných stavebních investic a stavebně smluvního managementu. K tomuto tématu vydal několik odborných publikací. Dále působí jako soudní znalec pro obor ekonomika se zaměřením na oceňování obchodního závodu. V letech 2018 až 2022 byl členem Kontrolní rady Grantové agentury ČR. V roce 2022 byl zvolen do prezídia Asociace znalců a odhadců ČR.

## Veřejné působení
V letech 1998 až 2002 byl členem Zastupitelstva a předsedou kontrolního výboru v městské části Brno-Bohunice a v letech 2006 až 2014 členem Zastupitelstva městské části Brno-Útěchov, přičemž v letech 2006–2010 byl místostarostou Útěchova. Na ustavujícím zasedání jihomoravského krajského zastupitelstva v listopadu 2008 byl zvolen předsedou Finančního výboru Zastupitelstva Jihomoravského kraje. Tuto funkci vykonával do října 2012. V krajských volbách na podzim 2012 byl opět zvolen členem krajského zastupitelstva. Ve volbách v roce 2016 už post krajského zastupitele neobhajoval a dále aktivně politicky nepůsobil.

## Publikace
- DUFEK, Z.; BARTOŠOVÁ, H.; DROCHYTKA, R.; DŘÍNOVSKÝ, L.; JANÁČKOVÁ, H.; KAŠÍK, J.; KNOFLÍČEK, R.; KULIL, V.; VÉMOLA, A.; VÍTKOVÁ, E.; ORT, P. Rukověť znalce v oblasti oceňování majetku. Praha: Aleš Čeněk s.r.o., 2023. 320 s. ISBN 978-80-7380-920-1.
- DUFEK, Z. LNG z pohledu globální energetické perspektivy a z pohledu ČR. Využití LNG v dopravě a energetice a jeho bezpečnost Sborník LNG konference 2021. Plyn. (Gas.) Český plynárenský svaz JE JL. ČR: Český plynárenský svaz, 2021. ISSN 0032-1761.
- DROCHYTKA, R.; DUFEK, Z.; MICHALČÍKOVÁ, M.; HODUL, J. Study of Possibilities of Using Special Types of Building and Demolition Waste in Civil Engineering. Periodica Polytechnica - Civil Engineering, 2020, roč. 64, č. 1, ISSN 0553-6626.
- DUFEK, Z.; BENEŠ, P.; POSPÍŠIL, J.; ŠKORPÍK, J.; ŽIVEC, V.; MARTINKA, M., Využití LNG v dopravě a energetice a jeho bezpečnost, spec. publikace, ISBN 978-80-7623-016-3, CERM, Brno, 2019
- KORYTÁROVÁ, J.; HROMÁDKA, V.; DUFEK, Z.; VÍTKOVÁ, E. Technical and Economic Evaluation of River Navigation. In Assessment and Protection of Water Resources in the Czech Republic. Springer Water. Cham: Springer, Cham, 2019. s. 379-401. ISBN 978-3-030-18362-2.
- DUFEK, Z.; KORYTÁROVÁ, J.; APELTAUER, T.; HROMÁDKA, V.; FIALA, P.; DROCHYTKA, R.; BYDŽOVSKÝ, J.; VANĚREK, J.; AIGEL, P.; VÝSKALA, M.; NOVÝ, M., Veřejné stavební investice, ISBN 978-80-7502-322-3, Leges, Praha, 2018
- DUFEK, Z.; KOUKAL, P.; FIALA, P.; VYHNÁLEK, R.; REMEŠ, J.; JEDLIČKA, M.; DROCHYTKA, R.; BYDŽOVSKÝ, J., BIM pro veřejné zadavatele, ISBN 978-80-7502-285-1, Nakladatelství Leges, s.r.o., Praha, 2018
- DUFEK, Z.; CHORAZY, T.; APELTAUER, T., Analysis of the approach of the municipalities to the smart city conception and selected examples of its applications, příspěvek na konferenci Smart City Symposium Prague (SCSP), 2017, ISBN 978-1-5386-3825-5, IEEE, Prague, Czech Republic, 2017